# Wiesław Szymona
Wiesław Szymona, imię świeckie Stanisław (ur. 9 sierpnia 1936 w Tarkawicy) – polski dominikanin, teolog i tłumacz.

## Życiorys
Do zakonu dominikańskiego wstąpił w 1951, profesję prostą złożył w 1952, profesję uroczystą w 1958, święcenia kapłańskie przyjął 19 czerwca 1960.
W 1960 otrzymał zakonny tytuł naukowy lektora świętej teologii, w 1963 ukończył teologiczne studia magisterskie na Katolickim Uniwersytecie Lubelskim. Od 1965 był wykładowcą Kolegium Dominikanów w Krakowie, w 1969 obronił na Papieskim Uniwersytecie Świętego Tomasza z Akwinu (Angelicum) pracę doktorską Doctrina Card. Caroli Journet de ratione pertinendi ad Ecclesiam in luce Concilii Vaticani II examinata napisaną pod kierunkiem o. Benedicta Lemeera. W latach 1970–2006 ponownie był wykładowcą krakowskiego Kolegium Dominikanów, w latach 1973-1979 był regensem Kolegium. W 1974, 1983 i 1995 uczestniczył w zakonnych kapitułach generalnych. W 2010 został honorowym członkiem Towarzystwa Teologów Dogmatyków
Przetłumaczył na polski kilkadziesiąt książek, m.in. klasykę chrześcijańskiego życia duchowego (m.in Mistrza Eckharta i Tomasza à Kempis), a także trylogię o Jezusie Benedykta XVI. W 2006 otrzymał Nagrodę Feniksa za przekład prac Tomasza à Kempis O naśladowaniu Chrystusa, Pasja: Męka Chrystusa według czterech Ewangelii, Przez Maryję do Jezusa; "za pełen subtelności język oddający w pełni klimat „devotio moderna”, wydanych staraniem Wydawnictwa M". Przetłumaczony przez niego ósmy tom serii Opera omnia Benedykta XVI/Josepha Ratzingera Kościół - znak wśród narodów. Pisma eklezjologiczne i ekumeniczne otrzymał natomiast nagrodę Feniksa w kategorii książki naukowe w 2014 (nagrodzonym był wydawca tomu).

## Tłumaczenia

### Klasyka duchowości
- Henryk Suzo Księga Mądrości Przedwiecznej (1983)
- Jan Tauler Kazania (1985)
- Mistrz Eckhart Kazania (1986)
- Mistrz Eckhart Traktaty. Pouczenia duchowe. Księga Boskich pocieszeń. O człowieku szlachetnym. O odosobnieniu. Legendy (1987)
- Henryk Suzo Księga prawdy i inne pisma (1989)
- Henryk Suzo Życie (1990)
- Tomasz à Kempis O naśladowaniu Chrystusa (2005)
- Tomasz à Kempis Pasja: Męka Chrystusa według czterech Ewangelii (2005)
- Tomasz à Kempis Przez Maryję do Jezusa (2005)
- Anna Katarzyna Emmerich Tajemnice czasów ostatecznych. Wizje nieba, piekła, czyśćca, aniołów, szatana i ostatniej walki Kościoła (2011)
- Anna Katarzyna Emmerich Sekrety dusz czyśćcowych (2011)
- Humbert z Romans O głoszeniu i słuchaniu słowa Bożego (2017)

### Teologia XX wieku
- Gerhard Ludwig Müller Chrystologia. Nauka o Jezusie Chrystusie (1995)
- Josef Finkenzeller Eschatologia (1995)
- Marie-Dominique Chenu Święty Tomasz z Akwinu i teologia (1997) - z Arkadiuszem Ziernickim
- Christoph Schönborn Boże Narodzenie: mit staje się rzeczywistością (1998)
- Hans Urs von Balthasar Catholica: wierzę w Kościół powszechny (1998)
- Hans Urs von Balthasar Medytacja chrześcijańska (1998)
- Peter Neuner Eklezjologia. Nauka o Kościele (1999)
- Günter Koch Sakramentologia – zbawienie przez sakramenty (1999)
- Franz Courth Mariologia – Maryja, Matka Chrystusa (1999)
- Georg Kraus Nauka o łasce – zbawienie jako łaska (1999)
- Christoph Schönborn Jedność w wierze (2000)
- Louis Bouyer Ojciec Niewidzialny. Drogi do tajemnicy Boga (2000) - tłumacz części IV
- Joseph Ratzinger Droga paschalna (2001)
- Christoph Schönborn Przebóstwienie, życie i śmierć (2001)
- Christoph Schönborn Ikona Chrystusa (2001)
- Gisbert Greshake Wierzę w Boga Trójjedynego: klucz do zrozumienia Trójcy świętej (2001)
- Joachim Gnilka Paweł z Tarsu. Apostoł i świadek (2001)
- Edouard Bone Bóg – niepotrzebna hipoteza? Wiara a nauki przyrodnicze (2001)
- Yves Congar Prawdziwa i fałszywa reforma w Kościele (2002)
- Joachim Gnilka Teologia Nowego Testamentu (2002)
- Joachim Gnilka Piotr i Rzym. Obraz Piotra w pierwszych dwu wiekach (2002)
- Andreas Laun Współczesne zagadnienia teologii moralnej (2002)
- Joseph Ratzinger Pielgrzymująca wspólnota wiary. Kościół jako komunia (2003)
- Hans Urs von Balthasar Teodramatyka. T. 2. Osoby dramatu. Cz. 2. Człowiek w Bogu (2003)
- Joachim Gnilka Pierwsi chrześcijanie. Źródła i początki Kościoła (2004)
- Hans Urs von Balthasar Antyrzymski resentyment: papiestwo a Kościół (2004)
- Karl Barth Jedna chwila – jedno spojrzenie: rozważania (2004)
- Dionigi Tettamanzi Przygoda chrześcijańska (2004)
- Hans Urs von Balthasar Teodramatyka. T. 1. Prolegomena (2005) - z Magdaleną Mijalską i Moniką Rodkiewicz
- Joachim Gnilka Biblia a Koran. Podobieństwa i różnice (2005)
- Hans Urs von Balthasar Księga Baranka: medytacja nad Apokalipsą św. Jana (2005)
- Giulio D'Onofrio Historia teologii. Tom 2. Epoka średniowiecza (2005)
- Hans Urs von Balthasar Teodramatyka. T. 2. Osoby dramatu. Cz. 1. Człowiek w Bogu (2006)
- Gerd Haeffner Wprowadzenie do antropologii filozoficznej (2006)
- Pierre Descouvemont Przewodnik po paradoksach Boga (2006)
- Christoph Becker Dekalog. Podwaliny wolności (2006)
- Joseph Ratzinger, Hans Urs von Balthasar Maryja w tajemnicy Kościoła (2007)
- Benedykt XVI Jezus z Nazaretu. Cz. I. Od chrztu w Jordanie do Przemienienia (2007)
- Hans Urs von Balthasar Odpowiedź wiary (2007)
- Christoph Schönborn Człowiek i Chrystus na obraz Boga (2008)
- Hans Urs von Balthasar Eschatologia w naszych czasach (2008)
- Georg Scherer Filozofia śmierci: od Anaksymandra do Adorno (2008)
- Joseph Ratzinger Słowo Boga: pismo – tradycja – urząd (2008)
- Michele Masciarelli Znak Niewiasty. Maryja w teologii Josepha Ratizngera (2008)
- Benedykt XVI Blisko, najbliżej Chrystusa. Apostołowie i pierwsi uczniowie (2008)
- Benedykt XVI Myśli duchowe (2008)
- Benedykt XVI Ojcowie Kościoła od Klemensa Rzymskiego do Augustyna (2008)
- Elena Bosetti Ten, który kocha me serce. Ekstaza i poszukiwania. Komentarz do Pieśni nad Pieśniami (2008)
- Historia teologii. Tom 3. Epoka odrodzenia, pod red. Giulio D'Onofrio (2008)
- Historia teologii. Tom 4. Epoka nowożytna, pod red. Giuseppe Angeliniego, Giuseppe Colomba, Marca Vergottiniego (2008)
- Jean-Pierre Torrell Po co nam świętość? (2008)
- Joseph Ratzinger Formalne zasady chrześcijaństwa: szkice do teologii fundamentalnej (2009)
- Michael Fiedrowicz Teologia Ojców Kościoła. Podstawy wczesnochrześcijańskiej refleksji nad wiarą (2009)
- Christoph Schönborn Miłosierdzie. Niemożliwe staje się możliwe (2010)
- Gisbert Greshake Być kapłanem dzisiaj (2010)
- Pascal Ide Chrystus daje wszystko. Teologia miłości Benedykta XVI (2011)
- Benedykt XVI Jezus z Nazaretu. Cz. II. Od wjazdu do Jerozolimy do zmartwychwstania (2011)
- Benedykt XVI Jezus z Nazaretu. Dzieciństwo (2012)
- Raniero Cantalamessa Eros i agape (2012)
- Paul Evdokimov Prawosławna wizja teologii moralnej. Bóg w życiu ludzi (2012)
- Joseph Ratzinger Teologia liturgii. Sakramentalne podstawy życia chrześcijańskiego (2012) - w serii Opera omnia
- Joseph Ratzinger Kościół - znak wśród narodów. Pisma eklezjologiczne i ekumeniczne (2013) w serii Opera omnia
- Joseph Ratzinger Lud i dom Boży w nauce św. Augustyna o Kościele. Rozprawa doktorska oraz inne opracowania nauki Augustyna i teologii ojców Kościoła (2014) - w serii Opera omnia
- Joseph Ratzinger Jezus z Nazaretu. Studia o chrystologii. Tom 1 i 2 (2015) - w serii Opera omnia, tłumaczenie z Marzeną Górecką (tom 1), samodzielne (tom 2)
- Gerhard Ludwig Müller Dogmatyka katolicka (2015)
- Max Seckler Zbawienie w historii. Teologia historii w nauce świętego Tomasza z Akwinu (2015)
- Edith Stein Kobieta - pytania i refleksje (2015)
- Joseph Ratzinger O nauczaniu II Soboru Watykańskiego. Formułowanie, przekaz, interpretacja. Cz. 1 (2016) - w serii Opera omnia

### Mistyka XX wieku
- Adrienne von Speyr Spowiedź (1996)
- Adrienne von Speyr Jak modlą się święci (2017)
- Gabriel Jacquier Życie maryjne: "czarne zeszyty" (2017)

### Inne
- Andrea Tornielli Dziecię Jezus: tajemnice, legendy i prawda o Narodzeniu, które przemieniło bieg historii (2007)
- Andrea Tornielli Zmartwychwstanie: tajemnice, legendy i prawda: od Ewangelii do Kodu Leonarda da Vinci (2007)
- 365 dni z Ojcem Pio, opracował Gianluigi Pasquale (2009)
- Victor Loupan, Alain Noël Śledztwo w sprawie śmierci Jezusa (2010)
- Giuseppe D'Amore Owoce Ducha Świętego (2010)
- Denis Biju-Dival Wylanie Ducha Świętego. Jak otworzyć się na tę łaskę (2010)
- o. Benigno Moja droga do egzorcyzmów: "nawrócony" egzorcysta opowiada o swych doświadczeniach kardynałowi Palermo (2010)
- Angelo Comastri Jan Paweł II w sercu świata (2011)
- Livio Fanzaga i Diego Manetti Powtórne przyjście Chrystusa. Tajemnice Medjugorie. Maryja przygotowuje nas na powrót Jezusa (2011)
- Salvatore Martinez Chrystus leczy radością (2011)
- Livio Fanzaga i Diego Manetti Godzina Szatana. Co Maryja mówi o ataku zła w czasach ostatecznych. Tajemnica Medjugorie (2011)
- Thomas Wegener Anna Emmerich. Stygmaty i wizje (2012)
- Livio Fanzaga, Severio Gaeta Miłosierdzie Boże. Ostatnia nadzieja świata (2013)
- Livio Fanzaga, Severio Gaeta Podpis Maryi. Proroczy szlak objawień Matki Bożej. Nieustające wołanie o nawrócenie (2013)
- Marcello Farina Słowa, które są ważne. Komentarz do Ewangelii niedzielnych. Rok A (2016)
- Mauro Gagliardi Wprowadzenie do tajemnicy Eucharystii. Doktryna, liturgia, pobożność (2017)